# Evangelisches Kirchenarchiv Kaufbeuren

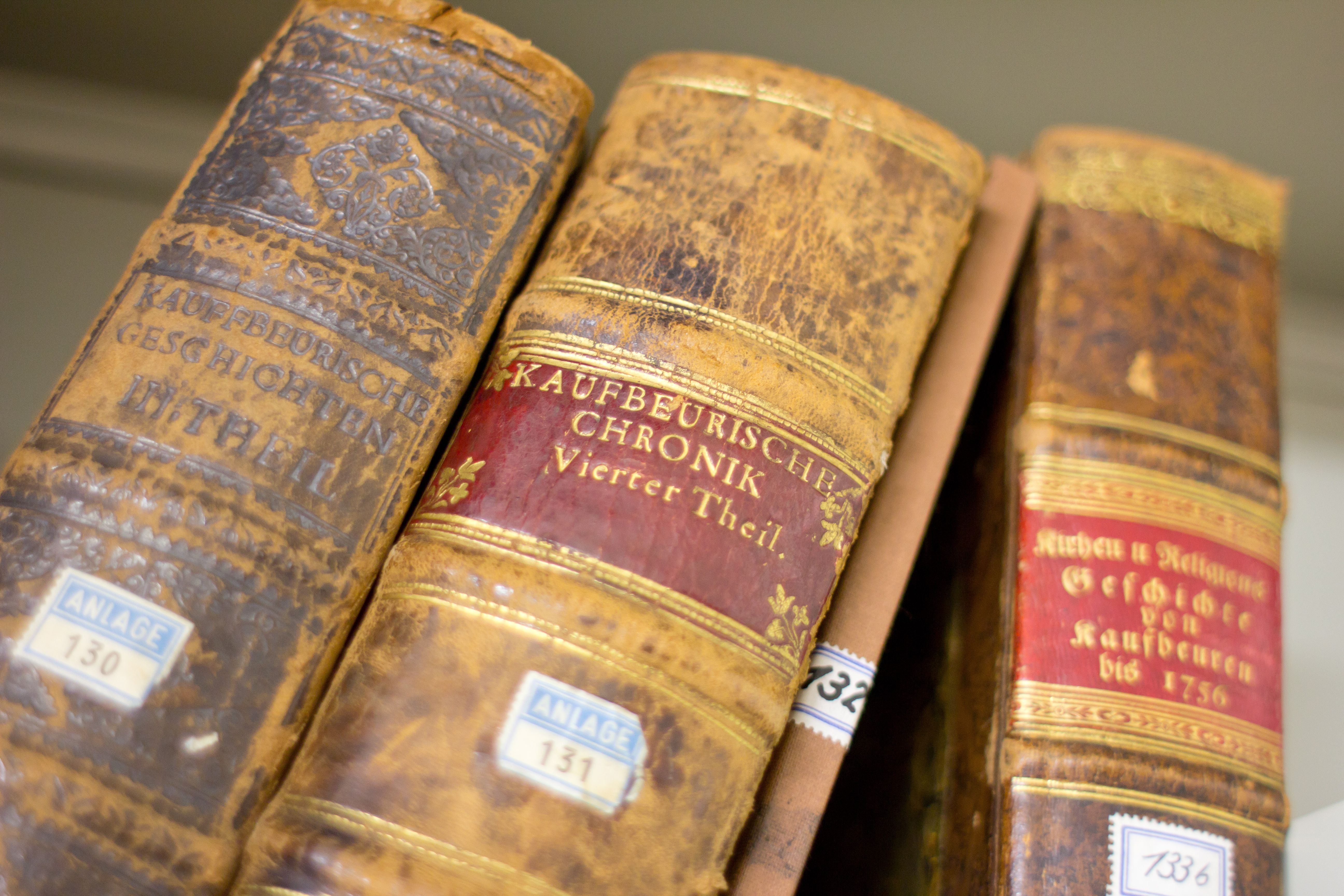
Kaufbeurische Chronik im Evangelischen Kirchenarchiv, Detail.

Das evangelische Kirchenarchiv Kaufbeuren ist ein seit der Reformationszeit bestehendes Kirchenarchiv, dessen Schwerpunkt die Reformationsgeschichte der Stadt Kaufbeuren bildet. Es ist im Besitz zahlreicher historischer Dokumente, Urkunden und Bücher nicht nur zur Kirchengeschichte, sondern seit den Verlusten des Stadtarchivs im 19. Jahrhundert auch zur politischen Geschichte der Stadt. Maßgeblich betreut wird das Archiv zurzeit ehrenamtlich von der Archivpflegerin Helga Ilgenfritz.

## Geschichte
Das Archiv entstand in der heutigen Form 1957 und ist seit den Verlusten, die das Stadtarchiv Kaufbeuren durch Verkauf eines großen Teils der Bestände als Altpapier in den 1840er Jahren erlitt, das bedeutendste Archiv zur reichsstädtischen Geschichte in Kaufbeuren. Darüber hinaus gibt es noch ein katholisches Pfarrarchiv und ein Klosterarchiv, die aber nur eigene Dokumente bewahren. Da das evangelische Kirchenarchiv über einige Originale wichtiger allgemeiner Geschichtsquellen verfügt, die auch die politischen Bereiche der Freien Reichsstadt Kaufbeuren auf Reichsebene behandeln, wurde seitens des landeskirchlichen Archivs in Nürnberg 1959 beschlossen, dass die Bestände, im Gegensatz zu den sonst üblichen Zentralisierungsbestrebungen, in Kaufbeuren bleiben.

## Weltlicher Bestand
Das älteste Dokument der Sammlung ist eine schriftliche Erklärung (sogenannter Reversbrief) aus dem Jahr 1454. Darüber hinaus gibt es 63 Bände mit  Abschriften, Dokumenten und Briefen aus dem 16. und 17. Jahrhundert, in Schweinsleder gebunden, sowie Amtsunterlagen zur Stadtpolitik und zur Ehegerichtsbarkeit. Zum Bestand des Archivs gehören außerdem Chroniken. Eine davon ist von Martin Geirhalder (1565–1598), dem ältesten Chronisten Kaufbeurens. Bedeutender ist allerdings die dreibändige Sammlung derer fürnehmsten Merckwürdigkeiten und Geschichten der H.R. Reichs freyen Statt Kauffbeuren, verfasst im 18. Jahrhundert von dem reichsstädtischen Kanzleidirektor Wolfgang Ludwig Hörmann von und zu Gutenberg. Das Werk ist eine chronologische Darstellung der Stadtgeschichte der Zeit von 843 bis 1739. Sie hat deshalb eine große Bedeutung, weil sie Hinweise auf die während der Mediatisierung Kaufbeurens Anfang des 19. Jahrhunderts verloren gegangenen alten Quellen bietet. Darüber hinaus gibt es neben einer historischen Stadtansicht von Kaufbeuren aus dem Jahr 1580 von Caspar Sichelbein dem Älteren ein Exemplar der Schedelschen Weltchronik von 1493. Das Archiv bewahrt außerdem zahlreiche Bände mit Korrespondenz und Dokumenten sowohl zum schwäbischen Kreiskonvent, als auch zum Immerwährenden Reichstag in Regensburg, 1663 bis 1806.

## Kirchlicher Bestand
Bemerkenswert ist ein Protokoll des Kaufbeurer Religionsgesprächs aus dem Jahr 1525, das nach der ersten Reformationswelle der Bevölkerung Klarheit in kirchlichen Angelegenheiten verschaffen sollte. Aus dem Jahr 1548 stammen acht Briefe von Kaiser Karl V. zum Augsburger Interim. Der Bestand an Matrikelbüchern reicht in das Jahr 1632 zurück. In einer Kirchenmusikabteilung gibt es Notenmaterial unter anderem von Georg Philipp Telemann. Besonders bemerkenswert ist die sogenannte Schramm-Bibel, in der jeder freie Platz neben den Spalten mit Ausnahme der für Predigten unwichtigen Teile persönlich vom Pfarrer mit kleinster Schrift auf Lateinisch kommentiert ist. Das Buch weist an der Innenseite des Einbands geklebte Fragmente mit der Originalhandschrift von Martin Luther und Philipp Melanchthon auf. Zum Bestand des Archivs gehören außerdem zwei Wappenbücher, von besonderer haraldischer Bedeutung, dessen erstes 1604 begonnen wurde und die Wappen der Stifter verzeichnet, die die Errichtung der Kaufbeurer Dreifaltigkeitskirche unterstützten. Das zweite Buch führt die Stifter auf, die den Bau der Gottesackerkirche im 19. Jahrhundert ermöglichten. Aus dem Jahr 1771 stammt eine wertvolle, mit Silber beschlagene handschriftliche Agende, die auf eine Stiftung des Augsburger Zeichners Augustin Heckel als Dank für eine reiche Erbschaft gestiftet wurde.

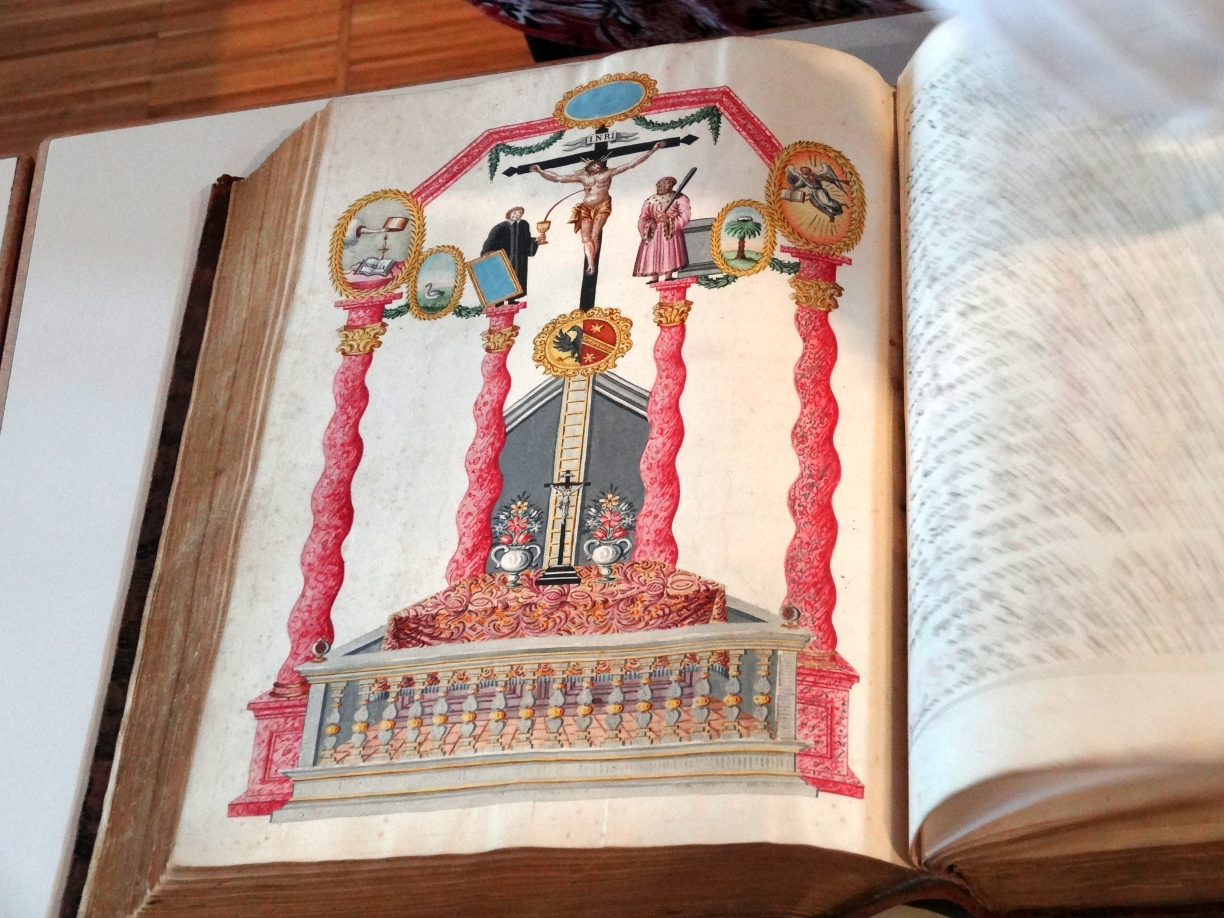
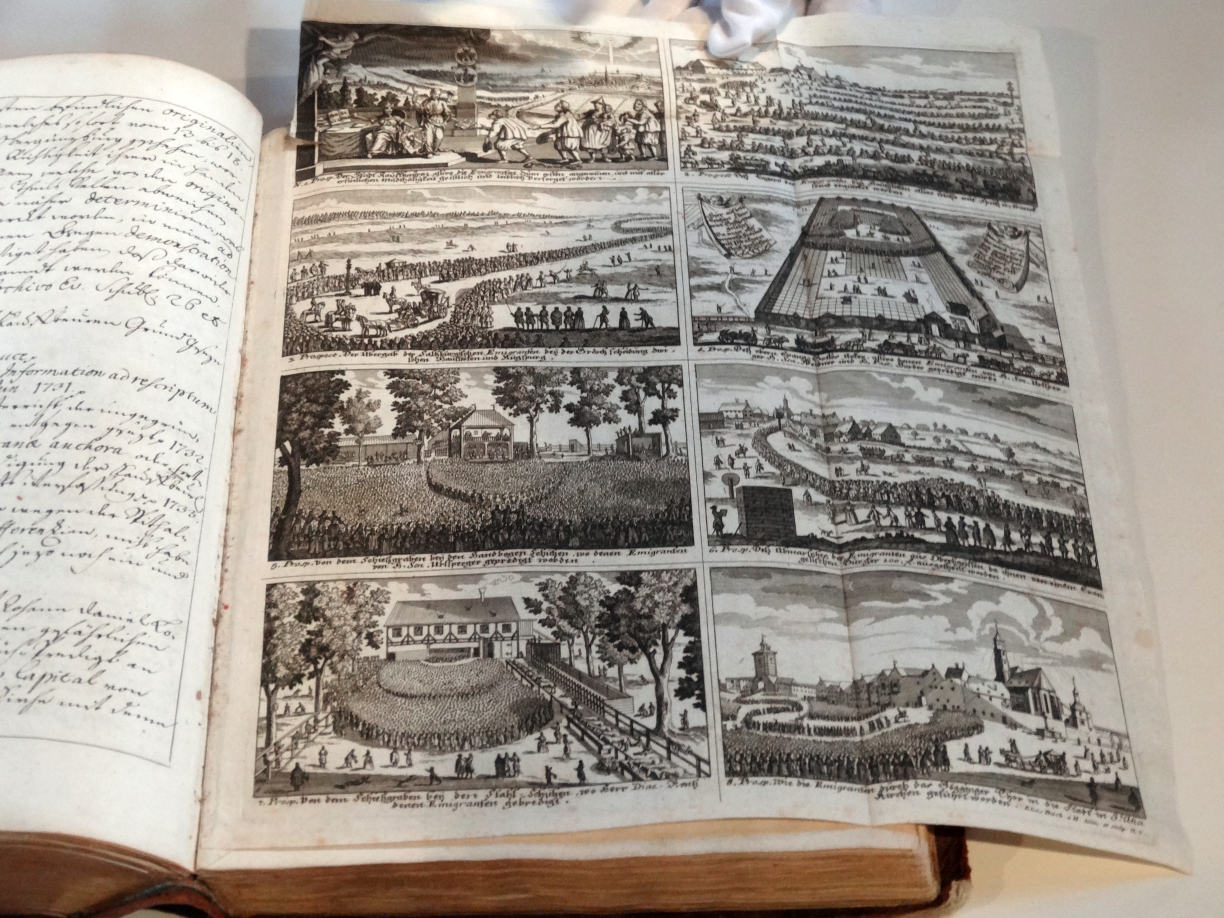
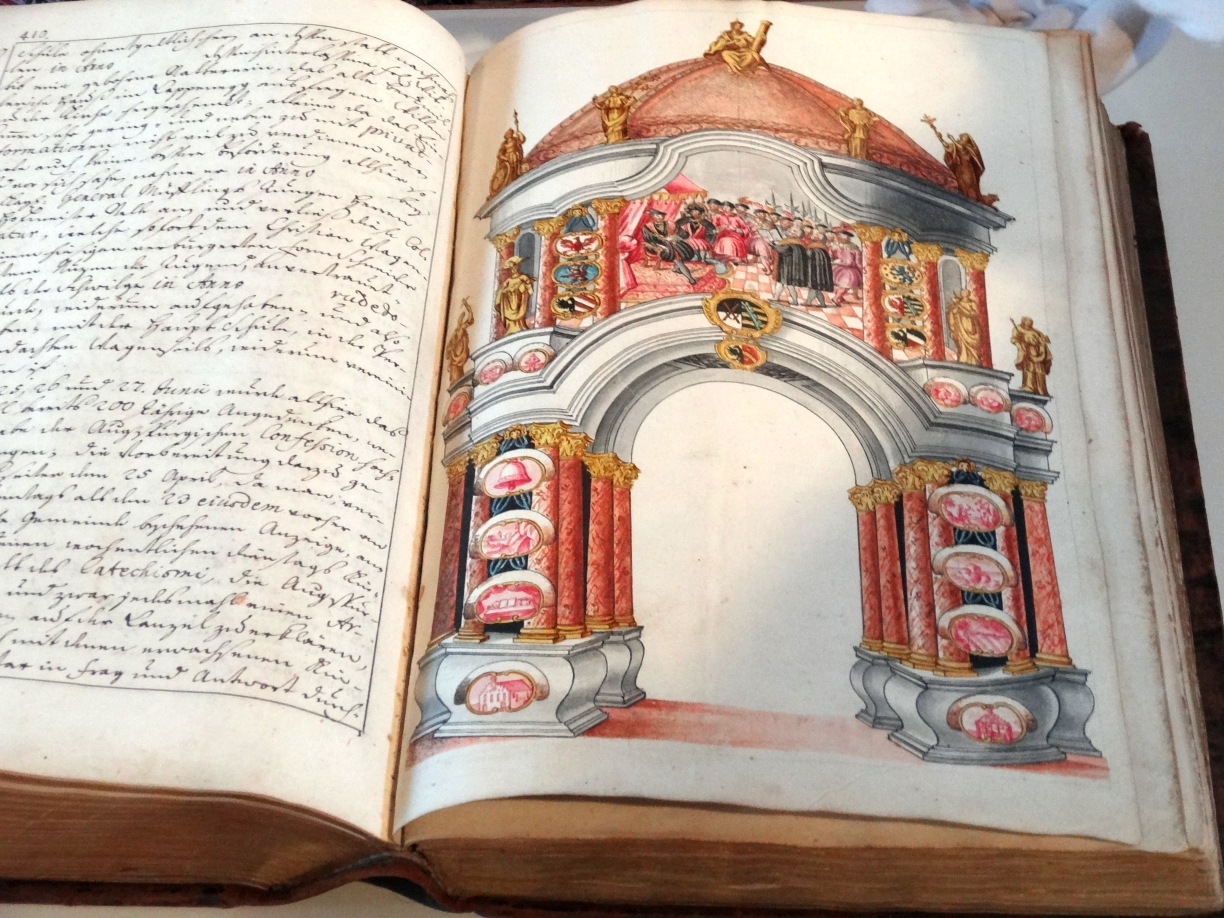